# Arthur Neervoort van de Poll

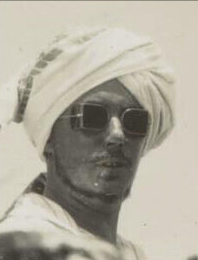
Arthur Neervoort van de Poll, jaartal onbekend

Arthur Neervoort van de Poll (Haji Mohammed Hussein-el-Mahdi) (Amsterdam, 22 april 1891 - Montreux, 11 november 1972) was een tot de Islam bekeerde Nederlands reisagent en zakenman. Hij woonde en werkte bijna 40 jaar in de Arabische havenstad Djeddah, mocht de titel van sjeik voeren en speelde een belangrijke rol in de organisatie van de jaarlijkse hadj, de pelgrimstocht naar Mekka die elke daartoe in staat zijnde volwassen moslim eens in zijn leven moet maken.

## Afkomst
Arthur Neervoort van de Poll was een zoon van entomoloog Jacobus Rudolph Hendrik Neervoort van de Poll (1862-1924) en Marthe Jeanne Elsine Geertruida Philippine Zubli (1855-1915). Hij had een oudere broer (Hendrik Jacobus) en een jongere zus (Marthe Gertrude). Vader Jacob was een onwettig kind van jonkheer Jacob Salomon Hendrik van de Poll (1837-1880) en Antonetta Schouten (1833-1904). Officieel was hij geregistreerd als de zoon van Johannes Neervoort (1833-1869, de man van zijn moeder Antonetta Schouten) en voerde daarom aanvankelijk alleen de achternaam Neervoort.
Bij Koninklijk Besluit van 11 december 1880 mocht Jacob Neervoort de achternaam Van de Poll toevoegen aan zijn achternaam. Hij werd niet via de adel verbonden aan de wettige leden van de familie Van de Poll, maar was wel in het testament van zijn vader tot erfgenaam benoemd. Hij erfde van hem Huis De Vicq, een herenhuis in de Gouden Bocht van de Herengracht in Amsterdam, waar hij van 1887 - 1894 samen met zijn echtgenote woonde. In dit huis werden Arthur en zijn broer en zus geboren. In 1894 verhuisde het gezin naar buitenplaats Beukenstein in Driebergen.
Jacob Neervoort van de Poll was adjunct-directeur van Artis, lid van de Nederlandse Vereniging voor Entomologie en de Société entomologique de France. De vlinder Troides vandepolli werd naar hem vernoemd door Samuel Constantinus Snellen van Vollenhoven, conservator van het Rijksmuseum van natuurlijke Historie in Leiden. 
De (sinds 1815) adellijke familie Van de Poll had een lange band met Amsterdam, waarbij leden zowel schout als burgemeester van de stad zijn geweest. Daarnaast had de familie in 1878 een kunstcollectie geschonken aan de staat, die zijn plek zou vinden in het nieuwe Rijksmuseum in 1885. Ook Jacob Neervoort van de Poll was een kunstverzamelaar, en gaf van 1915 - 1921 zijn collectie in bruikleen aan het Rijksmuseum.

## Werk

### 1911 - 1924

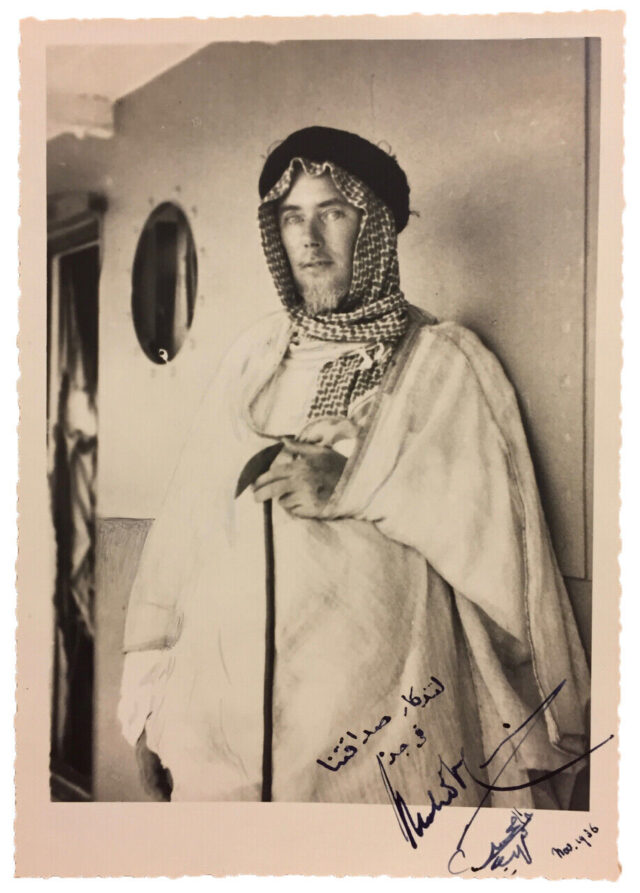
Arthur Neervoort van de Poll

Na het afronden van de HBS vertrokken zowel Arthur als zijn broer Hendrik in 1911 naar het buitenland om daar te gaan werken, Hendrik naar Sumatra en Arthur naar Djeddah. In Djeddah werkte hij op het handelskantoor en scheepsagentschap van de Rotterdams-Engelse firma Robinson. Het agentschap vertegenwoordigde zowel Nederlandse rederijen als de Engelse rederij Holt-lines.
Djeddah was de havenplaats waar de Islamitische pelgrims uit Nederlands-Indië en de Britse Maleisische gebieden aan wal gingen voor hun jaarlijkse pelgrimage naar Mekka. De groep uit deze gebieden was de grootste en ook meest welvarende groep pelgrims. Vanuit Djeddah was het vervolgens nog 100 kilometer reizen naar Mekka.
Zogenoemde pelgrimssjeiks deden in de thuislanden aan klantenwerving, waarbij geïnteresseerden een volledig georganiseerde bedevaart bij hen konden boeken. Bovenaan deze groep pelgrimssjeiks stond een hoofdsjeik. Tussen hem en de pelgrimssjeiks voor Maleisië en Nederlands-Indië stond Van de Poll als bemiddelaar. In deze rol regelde Van de Poll niet alleen het ontschepen en weer inschepen van de pelgrims in Djeddah, maar ook het transport over land van en naar Mekka en het verblijf in die stad. Tevens regelde hij het omwisselen van geld en goud, regelde hij kredieten voor pelgrims die de tocht op afbetaling maakten en had hij contact met overheden als hun onderdanen geen geld over hadden om de terugreis te betalen. Voor de rijke pelgrims regelde hij in Mekka gidsen.
In 1915 begon hij een onderneming onder de naam Van de Poll & Co., waarbij de partner onbekend is gebleven. De bedevaart lag in die tijd stil vanwege de Eerste Wereldoorlog. In deze periode werd het Ottomaanse Rijk, waaronder Mekka en Medina (eveneens een bestemming voor pelgrims) vielen, aangevallen door de Arabische hasjemieten, die vervolgens het Koninkrijk Hidjaz stichtten.
Vanaf 1919 kwam de stroom pelgrims weer op gang. In 1919 had Van de Poll een wisselagentschap weten te verwerven van de Nederlandsche Handel-Maatschappij. De jaren na de Eerste Wereldoorlog waren voor hem de meest succesvolle, waarbij hij zich een gewiekst zakenman toonde die zowel aan rijke als arme pelgrims wist te verdienen.
De Britse diplomaat Laurence Grafftey-Smith schreef in zijn memoires (Bright Levant, 1970) over de "lange en kleurrijke ondernemer Arthur van der Poll": "Het meest actieve en veruit het rijkste lid van onze Europese gemeenschap was de Nederlandse scheepsagent Van de Poll. Hij was onvermoeibaar als tussenpersoon van alle rederijen die het Verre Oosten bedienden en regelde daarmee jaarlijks de zaken van meer dan 50.000 pelgrims uit Java en Singapore. Zijn één pond goud als commissie per pelgrim kwam boven op een florerend import-exportbedrijf. Hij huwde de zuster van zijn Abessijnse“launchman” en ging op jonge leeftijd met pensioen met een half miljoen op zijn bankrekening."
Van de Poll had zich in 1915 bekeerd tot de islam, mede omdat dat zijn positie verstevigde in de organisatie van de hadj. Hij stond bekend als vrome moslim die vijfmaal daags het gebed volbracht, zich hield aan de ramadan en de regels voor halal eten. Hij balanceerde echter tussen twee culturen: zodra hij aan boord van een Nederlands schip was liet hij zich evengoed varkensvlees en jenever voorzetten.
Van de Poll voerde ook een (onofficiële) Arabische naam, Haji Mohammed Hussein-el-Mahdi, waarmee hij de sjarief van Mekka, koning Hoessein bin Ali, lijkt te eren als verlosser (el-Mahdi).
Hij werd tevens benoemd in de officiële handelsraad van de Hidjaz, waar hij zich bewoog te midden van vooraanstaande lokale ondernemers. Van de Poll heeft in deze tijd een bloeiend import- en exportbedrijf, dat aan de lopende band moderne apparaten uit vooral de VS aankoopt voor doorverkoop. In 1921 berichtte The Levant Trade News, een uitgave van de Amerikaanse Kamer van Koophandel in Istanbul, dat de firma Van de Poll & Co. een generator, gekocht bij General Motors in de VS, en een volledige elektrische lichtinstallatie had verkocht aan de moskee van de Kaäba in Mekka, financieel mogelijk gemaakt door een gift van een rijke bedevaartganger. Van de Poll verkeerde in rijke kringen, en werd in lijstjes met de voornaamste deelnemers van de hadj in een adem genoemd met o.a. de grootmoefti van Soedan, een Afghaanse minister en prinsen uit Bahrein.

### 1924 - 1931
In 1924 barstte een strijd los nadat de Hasjemitische koning Hoessein bin Ali van Hidjaz zichzelf tot kalief had uitgeroepen. Dit viel slecht bij de puriteins-islamitische Abdoel Aziz al Saoed (Ibn Saoed), sultan van de Nadjd, die hem de oorlog verklaarde. Hoessein bin Ali trad af ten gunste van zijn zoon, maar deze gaf de strijd tegen Ibn Saoed snel op. Na deze overwinning veranderde Ibn Saoed zijn titel in Koning van de Nadjd en Hidjaz waarmee het kalifaat eindigde, en hij de stamvader werd van de koningen van Saudi-Arabië. Na nog enkele veroveringen kreeg Saudi-Arabië in 1932 zijn huidige gebiedsvorm en naam. 
Onder het regime van de nieuwe koning werden de activiteiten van Van de Poll verder beperkt. Hij kreeg geen toestemming om mee te reizen toen het hof van Taif naar Riyad verhuisde, terwijl zijn Britse concurrent, Saint John Philby (1885-1960) wel mee mocht.
Door de verschuivende machtsinvloeden van de heersers veranderde de organisatie van de hadj, en nam ook de zakelijke invloed van Van de Poll af. Hij importeerde in deze tijd een complete ijsfabriek, waarvoor hij echter geen vergunning kreeg om deze te mogen exploiteren, omdat hij weliswaar moslim, maar nog steeds een buitenlander was. Om er vanaf te komen schonk hij de fabriek maar aan de nieuwe koning.

#### De Knikker

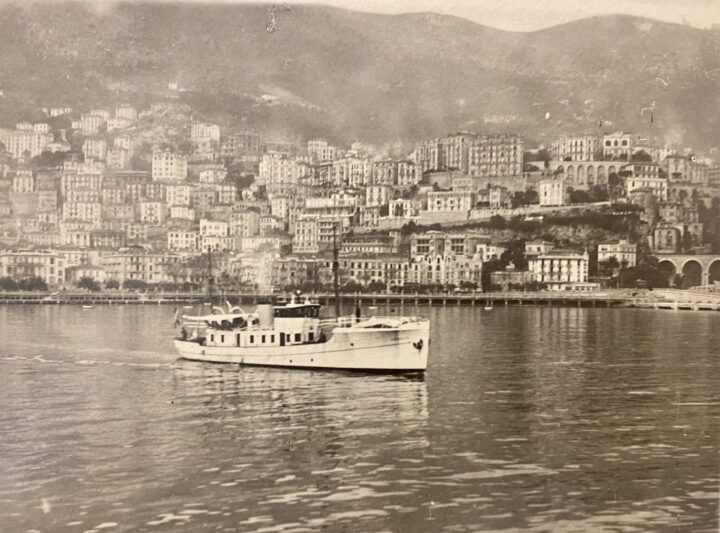
De Knikker, Monaco 1925

Van de Poll investeerde in 1925 samen met een IJmuidense vissersreder in een schip, genaamd De Knikker. Het betrof een dubbelschroefs luxe motorjacht dat tevens was uitgerust als expeditieschip voor visserijonderzoek in de Rode Zee, ontworpen door de beroemde scheepsarchitect Henri de Voogt. Het schip beschikte over vangstmiddelen, een laboratorium en een installatie om gevangen zeedieren te kunnen fotograferen. Mogelijk was Van de Poll geïnspireerd geraakt door prins Albert I van Monaco (waar Van de Poll een villa bezat), die met een expeditiejacht de zeeën over ging en vlak na 1900 in Parijs en Monaco een oceanografisch museum en instituut oprichtte, later geleid door Jacques Cousteau.
Eind 1925 voer Van de Poll, samen met de bemanning, ermee via Monaco naar Djeddah. Onderweg werden gasten aan boord ontvangen en werd onderzoek verricht. Het doel was om het schip weer door te verkopen waartoe, getuige het gastenboek, veel rijke gasten, zoals een broer van de Saudische koning, werden uitgenodigd om mee te varen. Het schip werd uiteindelijk verkocht aan een eigenaar die er onderzoek in de Zwarte Zee mee verrichtte. Later werd het schip als ontschepingsschip gebruikt op Kreta en eindigde het als veerboot ergens in de Griekse wateren.
Het 80 ton grote schip trok de aandacht van de Nederlandse pers vanwege de luxueuze inrichting en uitrusting en de vele geruchten die erover gingen. O.a. De Nieuwe Tilburgse Courant publiceert in 1926 een artikel, overgenomen uit het Soerabaijasch Handelsblad, dat bericht dat het schip, "bestemd voor de paarlvisscherij in de Roode Zee", in het bezit is van "een Nederlander die in Djeddah verblijf houdt, gefortuneerd en tot het Mohamedaansche geloof overgegaan is, terwijl hij bovendien met een Mohamedaansche vrouw in het huwelijk getreden moet zijn". De journalist in Nederlands-Indië constateerde dat dit maar om één iemand kon gaan, noemt de naam van Van de Poll en doet vervolgens bericht van deze "merkwaardige persoonlijkheid (...) wiens levensloop en positie (...) zóó geheel verschillend zijn van hetgeen men eigenlijk verwacht zou hebben (...) dat die wel niet anders dan de fantasie zouden kunnen prikkelen."

### 1931 - 1949

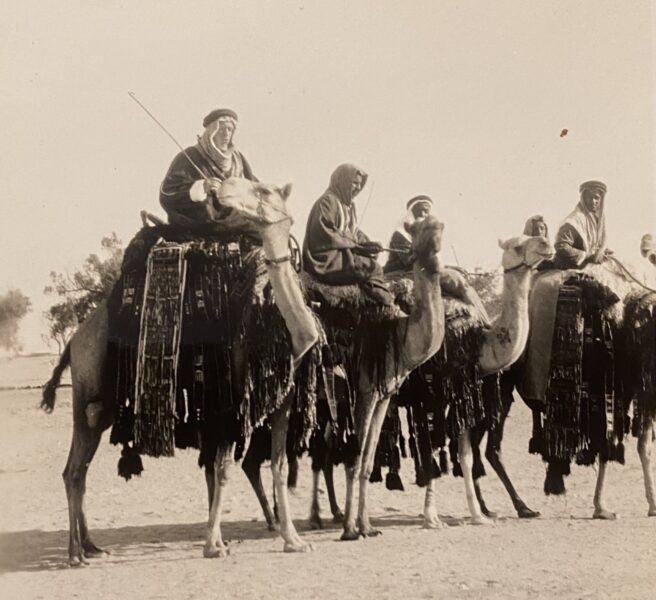
Links Arthur Neervoort van de Poll, Algerije 1932

In 1931 verkocht Van de Poll zijn agentschap (inmiddels International Agencies geheten) en kocht hij van het geld grond aan in Algerije, een gebied genaamd El-Korra. Deze oase lag tegen de Sahara aan, bij Biskra, dat begin 20ste eeuw een geliefde plaats was voor kunstenaars en schrijvers. Van de Poll liet hier een Arabisch landhuis bouwen, ging zelf de omliggende grond ontginnen en liet er Hollandse koeien grazen. Ook zijn dochter Norah kwam in El-Korra wonen.
De (Franse) lokale overheid beschouwde hem echter als een dubieus persoon en verdacht hem van ongewenste politieke activiteiten, wat waarschijnlijk de reden was waarom hij weer moest terugkeren naar Saudi-Arabië. Overigens probeerde hij wel om, met steun van de Nederlandse consul, een schadeloosstelling van de Fransen te krijgen.
Terug in Saudi-Arabië pakte hij zijn oude beroep van reisagent weer op, getuige een verslag in De Sumatra Post in 1934 over hoe Van de Poll pelgrims begeleidde bij hun ontscheping in Djeddah en hun verdere reis. Ook liet hij zich in deze periode inhuren door buitenlandse zakenlieden die een Arabisch sprekende Europeaan nodig hadden om hen te helpen bij het werven van personeel en het oplossen van douanekwesties.
Hoe het Van de Poll verging ten tijde van de Tweede Wereldoorlog is onbekend.
In 1946 nam de Nederlandse Handel-Maatschappij op zijn voorstel zijn oude bedrijf International Agencies in Djeddah over van de vennootschap waaraan Van de Poll het indertijd had verkocht. Van de Poll werd tot (in ieder geval) 1949 in dienst genomen om zijn oude bedrijf te leiden.

## Privé

### Eerste vrouw
Van 1916 tot 1919 is Arthur Neervoort van de Poll getrouwd geweest met Jacoba van der Lee (geboren 1891). Zij was een dochter van Tijmon van der Lee (1851-1917), die voor de Stoomvaart-Maatschappij Nederland van Nederlands-Indië via Djeddah naar Amsterdam voer.
Na hun scheiding vestigde Jacoba zich in Parijs als docent Arabisch. In 1942 schreef ze een brief aan haar NSB-gezinde broer in Nederland waarin ze Hitler bespotte. Deze brief werd door de Duitsers onderschept, waarna ze werd gearresteerd en naar Auschwitz gebracht. In 1943 werd ze hier vermoord.

### Tweede vrouw

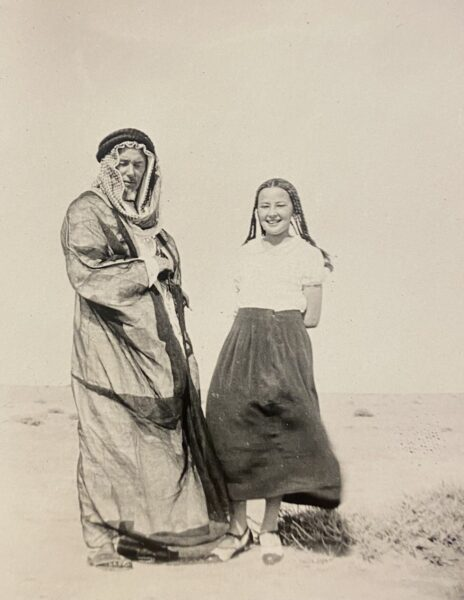
Arthur en dochter Norah, jaartal onbekend

Kort na de scheiding trouwde Van de Poll met Aijsha bint Ibrahim Al Iskanderanie (Massawa, 11 augustus 1900), de zuster van zijn voornaamste medewerker Sadik, die volgens sommige getuigen ook zijn "Abessijnse slaaf" werd genoemd. Samen kregen zij een dochter, Norah.
In de warmste seizoenen ontvluchtte Van de Poll Djeddah en verbleef dan met zijn gezin in Monaco in villa Rosette. Omdat de schepen van de Stoomvaart-Maatschappij Nederland en de Rotterdamse Lloyd op weg van Djeddah naar Nederland een tussenstop maakten in Genua of Marseille, was Monaco eenvoudig te bereizen.
Moeder en dochter woonden voor het grootste deel van de tijd in villa Rosette,"in dusky splendour" (mysterieuze pracht), in de woorden van een Britse diplomaat. Moeder Aijsha nam de Nederlandse naam Anna aan Na enige jaren bij haar vader in El-Korra gewoond te hebben, deed dochter Norah in 1939 in Monaco eindexamen. Gedurende de Tweede Wereldoorlog was Norah actief in het Franse verzet. Na de oorlog werkte zij als stewardess voor de KLM. Later emigreerde zij naar de Verenigde Staten.

### Derde vrouw
Uit een bericht van de Britse gezant Grafftey-Smith van kort na de Tweede Wereldoorlog blijkt dat Van de Poll op dat moment in de marge van de Europese gemeenschap in Saudi-Arabië opereerde en financieel niet goed kon rondkomen. Bovendien zou hij opnieuw getrouwd zijn met een jong bedoeïenenmeisje, en daarom worden gemeden door zijn Europese contacten.

### Montreux
In 1949 werd Van de Poll genaturaliseerd tot Saudi-Arabiër. Toch vestigde hij zich niet blijvend in dit land. In 1965 verzocht hij de Nederlandse overheid om hem het verloren Nederlanderschap terug te geven, wat hij ook ontving. Hij woonde op dat moment reeds in Montreux in Zwitserland, waar hij in 1972 overleed.